# 7è districte de París
El 7è districte de París (VIIe arrondissement) és un dels vint districtes de París, França. Es troba a la riba esquerra del Sena.El 7è districte té una àrea de 4,088 km².
Conté diverses institucions nacionals franceses, com ara l'Assemblea Nacional Francesa o alguns ministeris. També és una important atracció turística, amb la Torre Eiffel o l'Hôtel des Invalides, el lloc on està enterrat Napoleó.
El districte és la llar de la classe alta francesa des del segle XVII, quan es va convertir en la nova residència de la noblesa més alta de França. El districte ha estat tan de moda dins de l'aristocràcia francesa que des d'aleshores s'ha utilitzat l'expressió le Faubourg, que fa referència a l'antic nom de l'actual 7è arrondissement, per descriure la noblesa francesa. El 7è districte de París i Neuilly-sur-Seine formen la zona residencial més rica i prestigiosa de França.
El districte va acollir els esdeveniments hípica per als Jocs Olímpics d'estiu de 1900.

## Economia
Air Liquide, Alcatel-Lucent, i Valode & Pistre tenen les seves oficines centrals en aquest districte.

## Demografia
El 7è districte va assolir la seva població màxima el 1926, quan tenia 110.684 habitants. Com que hi ha institucions importants del govern francès, aquest districte mai no ha estat tan densament poblat com alguns dels altres. A l'últim cens (1999), la població era de 56.985 habitants, i comptava amb 76.212 llocs de treball.

### Població històrica
| Any (dels censos francesos) | Població | Densitat (hab. per km²) |
| --------------------------- | -------- | ----------------------- |
| 1872                        | 78.553   | 19,206                  |
| 1926 (població màxima)      | 110.684  | 27,075                  |
| 1954                        | 104.412  | 25,529                  |
| 1962                        | 99.584   | 24,360                  |
| 1968                        | 87.811   | 21,480                  |
| 1975                        | 74.250   | 18,163                  |
| 1982                        | 67.461   | 16,502                  |
| 1990                        | 62.939   | 15,396                  |
| 1999                        | 56.985   | 13,940                  |

## Barris
Cadascun dels vint districtes de París se subdivideix en quatre barris (quartiers). Aquests són els quatre barris del 7è districte:

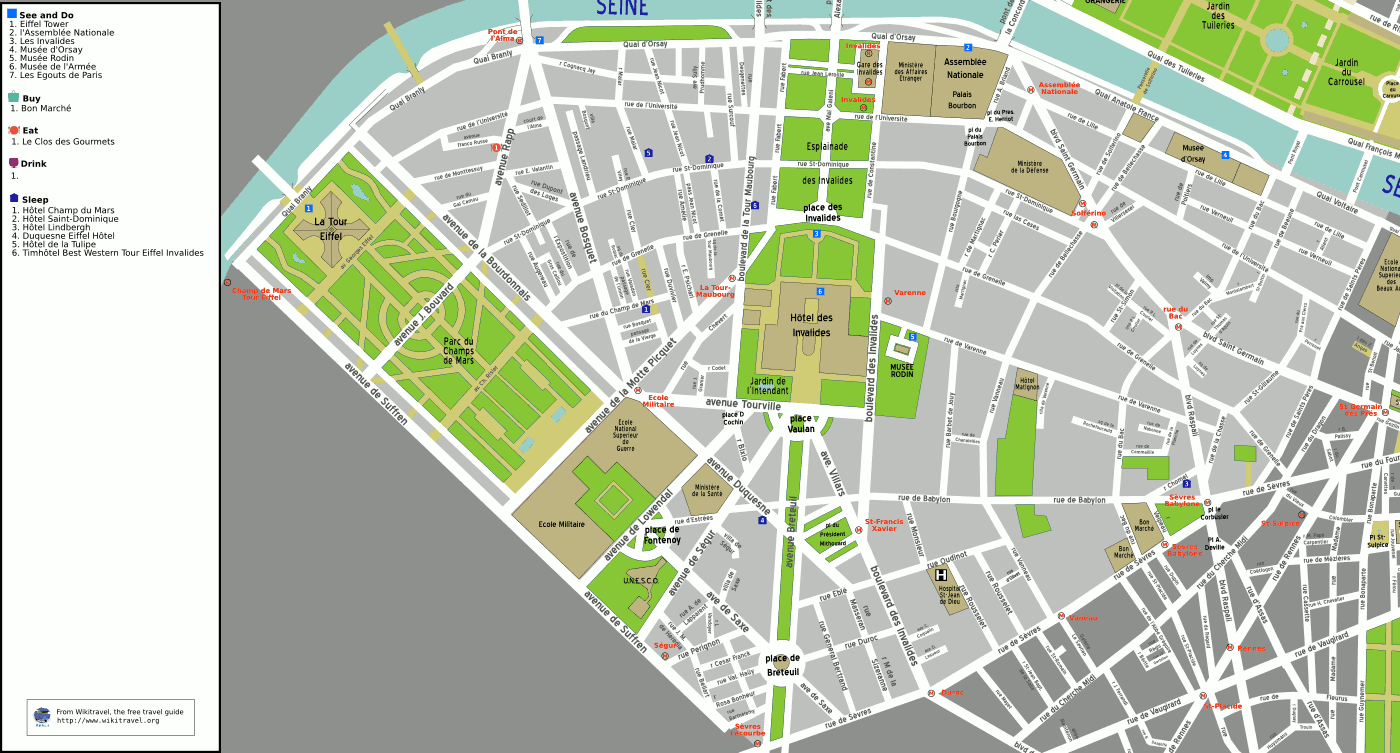
Mapa del 7è districte

- Quartier de Saint-Thomas-d'Aquin
- Quartier des Invalides
- Quartier de l'École-Militaire
- Quartier du Gros-Caillou

## Llocs del 7è districte
Llocs d'interès
- Assemblea Nacional Francesa
- Torre Eiffel
- Hôtel Matignon
- Champ de Mars
- Musée d'Orsay
- École Militaire
- Hôtel des Invalides
- Museu Rodin
- Institut d'Etudes Politiques de Paris